# Colobothea cincticornis
Colobothea cincticornis är en skalbaggsart som först beskrevs av Johann Gottlieb Schaller 1783.  Colobothea cincticornis ingår i släktet Colobothea och familjen långhorningar. Inga underarter finns listade i Catalogue of Life.